# Dendrobium triflorum
Dendrobium triflorum là một loài phong lan có nguồn gốc châu Á.

## Phân bố
Dendrobium triflorum là loài đặc hữu của đảo Java, Indonesia.
Loài thực vật biểu sinh này mọc thành bụi lớn trên nhánh của các cây to, tại nơi có độ cao 1.000–1.800 mét (3.300–5.900 ft).

## Hình ảnh

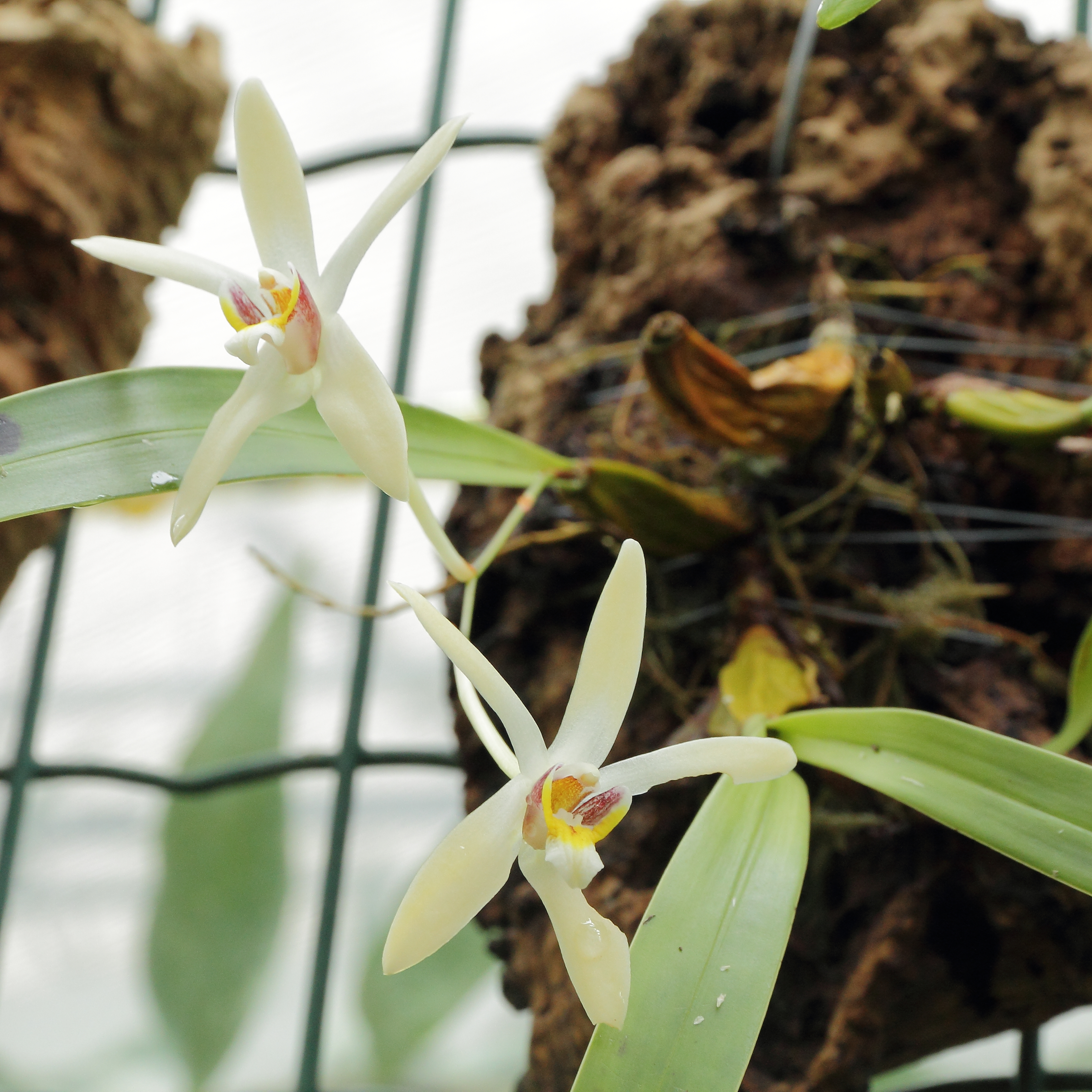